# 1915年7月26日月食
1915年7月26日月食为一次在协调世界时1915年7月26日出現的半影月食。該次月食半影食分為0.380、全影食分為-0.607。

## 概述
這次月食的食分是20.34。

## 基本參數
- 類型：半影月食
- 食甚資料：
  - 日期：1915年7月26日
  - 時間：12:24
  - 月球位置：赤經20.34度、赤緯-20.9度
  - 食分：半影食分：0.380、全影食分：-0.607

## 外部連結
- NASA月食專頁（页面存档备份，存于）（英文）